# Майоров, Александр (фигурист)
Алекса́ндр Алекса́ндрович Майо́ров (швед. Alexander ”Sasha” Majorov; род. 19 июля 1991 года в Ленинграде, РСФСР, СССР) — шведский фигурист, выступающий в одиночном катании. Он пятикратный победитель (2012 — 2014, 2017, 2018 годов), серебряный (2009 год) и двукратный бронзовый призёр (2010, 2011 год) чемпионата Швеции, победитель чемпионата северных стран 2011 года, бронзовый медалист зимней Универсиады (2017 год), бронзовый призёр чемпионата мира среди юниоров 2011.
По состоянию на 1 августа 2018 года занимает 24-е место в рейтинге Международного союза конькобежцев (ИСУ).

## Биография
Александр Майоров родился в Ленинграде и эмигрировал с родителями в Швецию, когда ему был 1 год. Его отец — Александр Викторович Майоров, был первым тренером Алексея Ягудина, а сейчас занимается тренерской деятельностью и тренирует своих сыновей в городе Лулео. Хореограф Майорова — его мать. У него есть также младший брат, Николай, который тоже занимается фигурным катанием. Майоров владеет шведским и русским языками.

## Карьера
Дебют Александра Майорова на «взрослых» международных соревнованиях состоялся в 2007 году, на турнире «Золотой конёк Загреба», где он финишировал 11-м. Он был восьмым на юниорском чемпионате мира в 2010 году и выиграл серебряную медаль на турнире «Триглав Трофи 2010». Александр выиграл свой первый турнир в 2010 году в Остраве — на этапе Гран-при среди юниоров. Также побеждал на двух взрослых международных турнирах: «2010 NRW Trophy» и «Ice Challenge 2010». На юниорском чемпионате мира 2011 года он выиграл бронзовую медаль. Это первая для Швеции медаль чемпионатов ИСУ за 74 года.
Долго не мог улучшить свои спортивные достижения в программах и сумме. Это удалось Александру в середине октября 2015 года в Ницце на турнире Кубок Ниццы где он занял второе место. Однако в середине сезона Александр был вынужден прервать выступления из-за болезни своего отца и тренера. Это случилось после турнира в Риге (занял второе место). Он стал у него донором. Пропустил национальный чемпионат, а к европейскому чемпионату в Братиславе совсем не подготовился. Однако принял в нём участие и даже в короткой программе улучшил свои прежние достижения.
Новый предолимпийский сезон Александр начал в октябре на турнире Finlandia Trophy, где он не был полностью готов и сумел лишь войти в десятку. Через две недели шведский фигурист выступал в Ницце на Кубке города, на котором он финишировал на четвёртом месте. В начале ноября Майоров выступал на Кубке Ростелекома, откатав свои программы неудачно и занял последнее место. Однако уже в середине ноября он занял первое место на Кубке Варшавы, где улучшил свои прежние достижения в сумме и произвольной программе. Также в начале декабря он стал первым на турнире за Трофей Северной Рейн-Вестфалии. В середине декабря в Мальмё на национальном чемпионате Александр в четвёртый раз выиграл чемпионат Швеции. В конце января в Остраве на европейском чемпионате Майоров выступил не лучшим образом и занял место в конце дюжины ведущих фигуристов континента. В начале февраля 2017 года шведский одиночник выступал в Алма-Ате на зимней Универсиаде. На соревнованиях он в упорной борьбе выиграл бронзовую медаль. При этом ему удалось улучшить свои прежние достижения в произвольной программе и сумме. В конце марта он выступил на мировом чемпионате в Хельсинки. Там он занял лишь 23-е место. При этом Майоров не сумел пройти квалификацию на предстоящую Олимпиаду в Южной Корее.
В сентябре шведский одиночник начал олимпийский сезон в Бергамо, где на Кубке Ломбардии он финишировал в шестым. В конце сентября фигурист принял участие в Оберсдорфе, где на квалификационном турнире Небельхорн, он финишировал с бронзовой медалью, что позволило ему завоевать путёвку для своей страны на зимние Олимпийские игры. Через месяц фигурист выступил на китайском этапе серии Гран-при в Пекине, где финишировал в десятке. В начале декабря он принял участие в Золотом коньке Загреба, где его выступление было не совсем удачным, он финишировал в середине десятки. К удивлению многих, шведская федерация решила не отправлять Майорова на Олимпийские игры. После этого Александр в очередной раз стал чемпионом страны. В середине января 2018 года шведский фигурист выступал в Москве на континентальном чемпионате, где финишировал в середине десятке лучших фигуристов Старого Света. В начале апреля заявил, что завершает спортивную карьеру. Однако летом он передумал и решил ещё остаться активным спортсменом.

## Программы
| Сезон     | Короткая программа                                            | Произвольная программа                             |
| --------- | ------------------------------------------------------------- | -------------------------------------------------- |
| 2012—2013 | Ray's Blues Dave Grusin                                       | Life Begins Again Afro Celt Sound System           |
| 2011—2012 | Лунная соната Людвиг ван Бетховен аранжировка Маркуса Миллера | Болеро Морис Равель в исполнении Густаво Монтесано |
| 2010—2011 | Саундтрек к фильмам Остин Пауэрс Джордж С. Клинтон            | «Половецкие пляски» Александр Бородин              |

## Спортивные достижения

### После сезона 2013/2014
| Соревнования                     | 2014—2015 | 2015—2016 | 2016—2017 | 2017—2018 |
| -------------------------------- | --------- | --------- | --------- | --------- |
| Чемпионаты мира                  | 23        |           | 23        | 12        |
| Чемпионаты Европы                | 11        | 11        | 11        | 7         |
| Этапы Гран-при: Skate Canada     | WD        |           |           |           |
| Этапы Гран-при: Cup of Russia    | WD        |           | 12        |           |
| Этапы Гран-при: Кубок Китая-Audi |           |           |           | 10        |
| Finlandia Trophy                 |           | 8         | 9         |           |
| Кубок Варшавы                    |           |           | 1         |           |
| Кубок Ломбардии                  |           |           |           | 6         |
| Небельхорн                       |           |           |           | 3         |
| Золотой конёк Загреба            |           |           |           | 7         |
| Международный кубок Ниццы        |           | 2         | 4         |           |
| Кубок Volvo                      |           | 2         |           |           |
| Трофей СР-В                      |           |           | 1         |           |
| Зимняя Универсиада               |           |           | 3         |           |
| Чемпионаты Швеции                | WD        |           | 1         | 1         |

### До сезона 2014/2015
| Соревнования                             | 2005—06 | 2006—07 | 2007—08 | 2008—09 | 2009—10 | 2010—11 | 2011—12 | 2012—13 | 2013—14 |
| ---------------------------------------- | ------- | ------- | ------- | ------- | ------- | ------- | ------- | ------- | ------- |
| Зимние Олимпийские игры                  |         |         |         |         |         |         |         |         | 14      |
| Чемпионаты мира                          |         |         |         |         |         | 28      | 26      | 18      | 32      |
| Чемпионаты Европы                        |         |         |         | 22      |         |         | 11      | 6       | 11      |
| Чемпионаты мира среди юниоров            |         |         |         | 13      | 8       | 3       |         |         |         |
| Чемпионаты Швеции                        | 1J.     | 1J.     |         | 2       | 3       | 3       | 1       | 1       | 1       |
| Чемпионат северных стран                 | 1J.     | 1J.     |         | 2       | 2       | 1       |         |         |         |
| Skate America                            |         |         |         |         |         |         |         | 10      | 7       |
| Trophée Eric Bompard                     |         |         |         |         |         |         | 6       |         | 8       |
| Skate Canada International               |         |         |         |         |         |         | 9       |         |         |
| Nebelhorn Trophy                         |         |         |         |         |         |         |         | 12      |         |
| Finlandia Trophy                         |         |         |         |         |         |         | 4       |         |         |
| NRW Trophy                               |         |         |         |         |         | 1       | 5       |         |         |
| Ice Challenge                            |         |         |         |         |         | 1       |         | WD      |         |
| Warsaw Cup                               |         |         |         |         |         |         |         | 1       |         |
| Золотой конёк Загреба                    |         |         | 11      | 3       |         |         |         |         |         |
| Merano Cup                               |         |         |         |         | 3       |         |         |         |         |
| Triglav Trophy                           |         |         |         |         | 2       |         |         |         |         |
| Этапы Гран-при среди юниоров, Япония     |         |         |         |         |         | 5       |         |         |         |
| Этапы Гран-при среди юниоров, США        |         |         |         |         | 6       |         |         |         |         |
| Этапы Гран-при среди юниоров, Хорватия   |         |         | 10      |         | 4       |         |         |         |         |
| Этапы Гран-при среди юниоров, ЮАР        |         |         |         | 7       |         |         |         |         |         |
| Этапы Гран-при среди юниоров, Чехия      |         |         |         | 8       |         | 3       |         |         |         |
| Этапы Гран-при среди юниоров, Германия   |         |         | 10      |         |         |         |         |         |         |
| Этапы Гран-при среди юниоров, Нидерланды |         | 9       |         |         |         |         |         |         |         |
| Этапы Гран-при среди юниоров, Румыния    |         | 9       |         |         |         |         |         |         |         |
| Этапы Гран-при среди юниоров, Эстония    | 15      |         |         |         |         |         |         |         |         |
| Юношеский европейский фестиваль          |         | 2       |         |         |         |         |         |         |         |

- WD — фигурист снялся с соревнований.
- N = уровень «Novice»; J = юниорский уровень.